# Emsi
Az emsi a kora devon földtörténeti kor három korszaka közül az utolsó, amely 407,6 ± 2,6 millió évvel ezelőtt (mya) kezdődött a prágai korszak után, és 393,3 ± 1,2 mya ért véget a középső devon kor eifeli korszaka előtt.
Nevét a nyugat-németországi Bad Ems városról kapta. Az elnevezést Henry de Dorlodot belga geológus vezette be a szakirodalomba 1900-ban.

## Meghatározása
A Nemzetközi Rétegtani Bizottság meghatározása szerint az emsi emelet alapja (a korszak kezdete) a Polygnathus kitabicus konodontafaj megjelenésével kezdődik. Az emelet tetejét (a korszak végét) a Polygnathus costatus partitus konodonta megjelenése jelzi.